# Het Zinkske
Het Zinkske (of:  't Zinkske) is een Peelrestant van 130 ha dat zich bevindt tussen Neerkant en Helenaveen in de Nederlandse gemeente Deurne. Het gebied maakt een klein, apart gelegen deel uit van de veel grotere Deurnese Peel. 
Het bestaat uit een afgegraven veenvlakte, begroeid met heide, enig jong berkenbos en de restanten van een oud turfvaartje ("het wiekie"). 
Het Zinkske ligt aan de provinciegrens met Limburg direct noordelijk van het punt waar de Helenavaart en het Kanaal van Deurne elkaar ontmoeten. De oevers van deze kanalen bieden een aardige wandeling. Het Zinkske is grotendeels afgerasterd met het oog op begrazing door schapen. 
Naar het zuiden sluit 't Zinkske aan het voormalige natte landbouwgebied 't Molentje en bij Peelrestant de Heitrakse Peel. Samen vormen deze drie gebieden, verbonden door het Kanaal van Deurne, een goed samenhangende, uitgestrekte natuurzone. Deze zone is bijna geheel eigendom van Staatsbosbeheer. Naar het zuiden toe zet die zone zich langs de Helenavaart nog voort in de gemeente Peel en Maas (voorheen gemeente Helden) met de natuurgebieden Scherliet, Het Kwakvors en Marisberg.
De naam 'het Zinkske' bevat een streekgebonden woord voor een laagte. Waarschijnlijk heeft dat te maken met het feit dat zowel Neerkant als Helenaveen op een enkele meters hoge rug liggen. 